# Самандар Хамрокулов
Самандар Рустамалиевич Хамрокулов (англ. Samandar Rustamaliyevich Khamrakulov, род. 23 декабря 1978 г.) — узбекский поп-певец, актёр, заслуженный артист Узбекистана (2007 г.). Самандар прославился в Узбекистане в 2002 году песней «Севги фазоси». Он поёт на узбекском и русском языках. Помимо пения, Самандар также снимается в фильмах. Самандар сыграл свою первую главную роль в фильме 1999 года «Чайон Гюль». Ещё большую популярность Самандару принесла роль в фильме 2005 года «Половина счастья». После этих успехов Самандар снялся в нескольких фильмах.

## Биография
Родился 23 декабря 1978 года в Намангане в семье Рустама Хамрокулова. Учился в школе № 2 им. Фароби в Намангане. С 1996 по 2000 год учился на факультете музыкальной драмы Ташкентского государственного института искусств. Основная причина, по которой Самандар занялся искусством, заключалась в том, что он родился в семье комиков. Певец наиболее известен своей песней «Sevgi fazosi», которая является первой работой певца. Позже саундтрек «Sen o’zing» из «Muhabbat sinovlari» Рустама Садиева, выстрелил в 2002 году, стал очень популярен и стал хитом. Певец тоже попробовал себя в актёрском мастерстве и добился определённых успехов. Самандар женился на Дильнозе Маматовой 10 августа 2007 года.

### Семья
- Отец, Хамрокулов Рустамали Икромалиевич (1953—1989) — лауреат ордена Ленина СССР, заслуженный артист Узбекской ССР.[5]
- Мать, Юлдашева Мавлуда Мамадалиевна (1953 г.) — филолог (учитель родного языка и литературы высшей категории).
- Брат, Хамрокулов Искандар Рустамалиевич (1977) — актёр, комик.
- Сестра, Хамрокулова Севара Рустамалиевна (1981) — актриса театра сатиры.
- Жена, Хамрокулова (Маматова) Дильноза Алишеровна (1989) — филолог (учитель французского).[6]

## Актёрская карьера
Самандар сыграл главных героев в нескольких узбекских фильмах. «Ярим бакст», в котором Самандар сыграл главную роль, имел хорошие кассовые сборы, и Самандар получил положительные отзывы за свою роль. Он также сыграл главную роль в узбекском фильме 2017 года. фильм «Нотаниш юлдузлар» ". Саундтрек к фильму «Севги фазози» исполнил сам Самандар. Самандар сыграл в фильме «Мальчик Янги в камере», который был популярен среди узбеков.

### Студийные альбомы
- «Севги фазози» (2002)
- «Самандар тангоси» (2005)

## Фильмография
Это упорядоченный в хронологическом порядке список фильмов, в которых снимался Самандар.
| Год  | Русское название   | Рол      | Источник |
| ---- | ------------------ | -------- | -------- |
| 1999 | Чаён гул           | Ашу      |          |
| 2002 | Муҳаббат синовлари | Бобур    |          |
| 2003 | Такдир             | Джамшид  |          |
| 2004 | Муҳаббатимсан      |          |          |
| 2005 | Ярим бахт          |          |          |
| 2007 | Янги бой           | Кабулжон |          |
| 2010 | Арзанда            | Жасур    |          |
| 2013 | Гумрохлар          |          |          |
| 2017 | Нотаниш юлдуз      | Самандар |          |

## Награды
- Победитель в номинации «Tarona Taqdimoti — 2002» — «Новинка года в музыке».
- Победитель «Нихол-2003».
- Победитель в номинации «Tarona Taqdimoti — 2004» — «Певица года».
- В 2007 году ему было присвоено звание «Заслуженный артист Узбекистана».[1]